# Cnidoscolus byssinus
Cnidoscolus byssinus är en törelväxtart som beskrevs av Francisco Javier Fernández Casas. Cnidoscolus byssinus ingår i släktet Cnidoscolus och familjen törelväxter. Inga underarter finns listade i Catalogue of Life.